# Thibault de Sousa
Pour les articles homonymes, voir Sousa.
Pas d'image ? Cliquez ici

a Compétitions nationales et continentales officielles uniquement.

b Matchs officiels uniquement.
Dernière mise à jour le 22 décembre 2024.
Thibault de Sousa, né le 1er août 1997 à Toulouse (Haute-Garonne), est un joueur français de rugby à XV, international portugais, évoluant au poste de pilier. 

## Biographie
Thibault de Sousa commence la pratique du rugby à XV au Stade Rodez Aveyron, avant de rejoindre l'US L'Isle-Jourdain en 2008. En 2012, il intègre l'école de rugby de Colomiers Rugby, avant de rejoindre le centre de formation du Castres olympique en 2013.
En 2019, non conservé par Castres, il rejoint Blagnac Rugby. Il connaît quelques apparitions en Fédérale 1, mais prend vraiment de l'ampleur en 2020, en Nationale. Ses prestations lui permettent d'intégrer l'équipe du Portugal, avec laquelle il décroche une première sélection face à la Géorgie.
Lors de l'été 2021, il signe pour deux ans en Ardèche au Rugby Club Aubenas Vals et continue d'évoluer en Nationale.
Il reste au RC Aubenas pendant trois ans et signe au Rennes Étudiants Club à l’été 2024.

## Statistiques

### En club
| Période   | Club                  | Matchs | Points |
| --------- | --------------------- | ------ | ------ |
| 2019-2020 | Blagnac Rugby         | 3      | 5      |
| 2020-2021 | Blagnac Rugby         | 16     | 0      |
| 2021-2022 | RC Aubenas Vals       | 20     | 0      |
| 2022-2023 | RC Aubenas Vals       | 13     | 0      |
| 2023-2024 | RC Aubenas Vals       | 17     | 9      |
| 2024-2025 | Rennes Étudiants Club | 11     | 0      |
|           | Total                 | 68     | 10     |

### En sélection
| Année | Compétition | Matchs | Points | Essais |
| ----- | ----------- | ------ | ------ | ------ |
| 2021  | REC         | 1      | -      | -      |
| Total | Total       | 1      | -      | -      |